# Afrochileno
Los afrochilenos o chilenos negros son los chilenos que tienen de su origen étnico total o mayormente en el África negra.
Existen dos corrientes al momento de definir a los afrochilenos: la corriente afromigrante, que considera afrochileno a todos los afrodescendientes nacidos en Chile. Por otro lado existe la corriente del pueblo tribal afrodescendiente chileno, la cual define como afrochilenos solo a ciudadanos chilenos descendientes de africanos subsaharianos traídos como esclavos por los españoles y peruanos entre los siglos XVI y XIX al actual territorio chileno. Desde 2019, son reconocidos oficialmente por la legislación chilena, siendo el único pueblo tribal existente a la fecha en dicha categoría.
Si bien históricamente existieron grupos de afrodescendientes durante la colonización española en la entonces Capitanía General de Chile, este número fue muy marginal en comparación con otros territorios, puesto que Chile no se consideraba relevante para la comercialización y tráfico de esclavos. El principal grupo de afrochilenos se encuentra en las regiones de Arica y Parinacota y de Tarapacá, que formaron parte del Virreinato del Perú durante la era colonial, siendo incorporadas al territorio chileno a fines del siglo XIX, tras la victoria en la Guerra del Pacífico.
Esta población tiene un alto grado de mestizaje y cuenta con una incipiente identidad afrochilena luego de más de un siglo de invisibilización de parte del estado y la población chilena en general. Actualmente no existe un mecanismo oficial para censar a la población afrodescendiente, y en consecuencia la cantidad de habitantes es incierta. Diversos instrumentos han cifrado la cantidad de afrochilenos entre los 6000 y los 10 000.
Durante los siglos XX y XXI ha existido un aumento constante de afromigrantes a territorio chileno, proveniente de distintos países, siendo los principales Haití, Colombia, Perú, Ecuador, República Dominicana, Venezuela, Cuba entre otros, acrecentando considerablemente la población afrochilena en los últimos años.

## Reseña
Dado que el tipo de actividad económica en la época colonial, por razones climáticas, nunca fue de grandes plantaciones tropicales (algodón, azúcar y tabaco, entre otros), los europeos no se vieron en la necesidad de importar grandes contingentes de esclavos negros. Otro aspecto fue que, fruto de la Guerra de Arauco, se robaban indígenas mapuches de sus tierras, los que a su vez eran exportados al Perú, con un precio mucho más barato que el de un esclavo negro. Los hombres de raza negra importados iban comúnmente al servicio doméstico a imitación de los colonos de las grandes urbes de América de ese momento.
Durante la Guerra de Independencia en el Ejército de los Andes había dos batallones de negros libertos que San Martín trajo desde Cuyo, sin embargo fueron los que tuvieron que resistir la mayor parte del ataque español en la Batalla de Maipú y fueron diezmados. Se estima entre 2000 y 3000 los libertos argentinos que cruzaron los Andes hacia Chile en 1817 con San Martín. De aquellos 2500 soldados negros que iniciaron el cruce de Los Andes únicamente fueron repatriados con vida 143.
Un tercer aspecto fue el fuerte mestizaje que durante muchas décadas borró la etnia africana como un grupo diferenciado como tal. Estudios genéticos señalan que en 2014, el genoma chileno proviene en un 3,8 % de africanos subsaharianos, donde la mayor carga se presenta en las regiones de Tarapacá (5,7 %), Antofagasta (5,0 %), y la Región Metropolitana (4,5 %), y la menor en Aysén (0,3 %).

## Historia

### Esclavitud en la zona central
Entre los siglos XVI y XIX, aproximadamente 6000 esclavos negros se exportaron a Chile. Existen registros de que el baile nacional chileno, la cueca, contiene elementos de la cultura negra en su concepto original, la danza afroperuana zamacueca. El historiador Francisco Antonio Encina escribió que el 13 % de los exploradores que llegaron a Chile junto a Diego de Almagro eran africanos. El también historiador Gonzalo Vial Correa señaló que «hasta el año 1558, el número de habitantes negros, mulatos y zambos en Chile era alrededor de 5000, frente a 34 000 españoles, 92 000 criollos, 27 000 mestizos y 18 000 indios».
Por otra parte, durante la época de la Colonia, Chile fue parte de la trata de esclavos negros. Llegaban a través de dos rutas:
- La primera comenzaba en la península ibérica y culminaba hasta llegar a Portobelo, Panamá o Cartagena de Indias. Los comerciantes de esclavos obtuvieron varios de estos llamados «bienes negros» y los entregaban a los mercados del Virreinato de Nueva España, Centroamérica y Perú.

- La segunda comenzaba en Buenos Aires, donde los esclavos debían ingresar por vía terrestre al país, cruzar la cordillera de los Andes por un paso fronterizo en Cuyo, Mendoza, hasta llegar al Valle de Aconcagua, donde eran entregados en Santiago y en Valparaíso.

Los esclavos que llegaron a los puertos chilenos de Coquimbo y Valparaíso tenían un precio dos o tres veces mayor. Durante el siglo XVIII, Valparaíso fue un puerto importante para el negocio de la esclavitud. Según la Fundación Oro Negro, 2180 esclavos fueron enviados al puerto de El Callao en 1783.
El grupo minoritario de africanos que vivían en Santiago, Quillota y Valparaíso, comenzaron a mezclarse con gitanos y criollos, conformando en conjunto la identidad étnica y cultural del Chile actual.

### Esclavitud en el valle de Arica

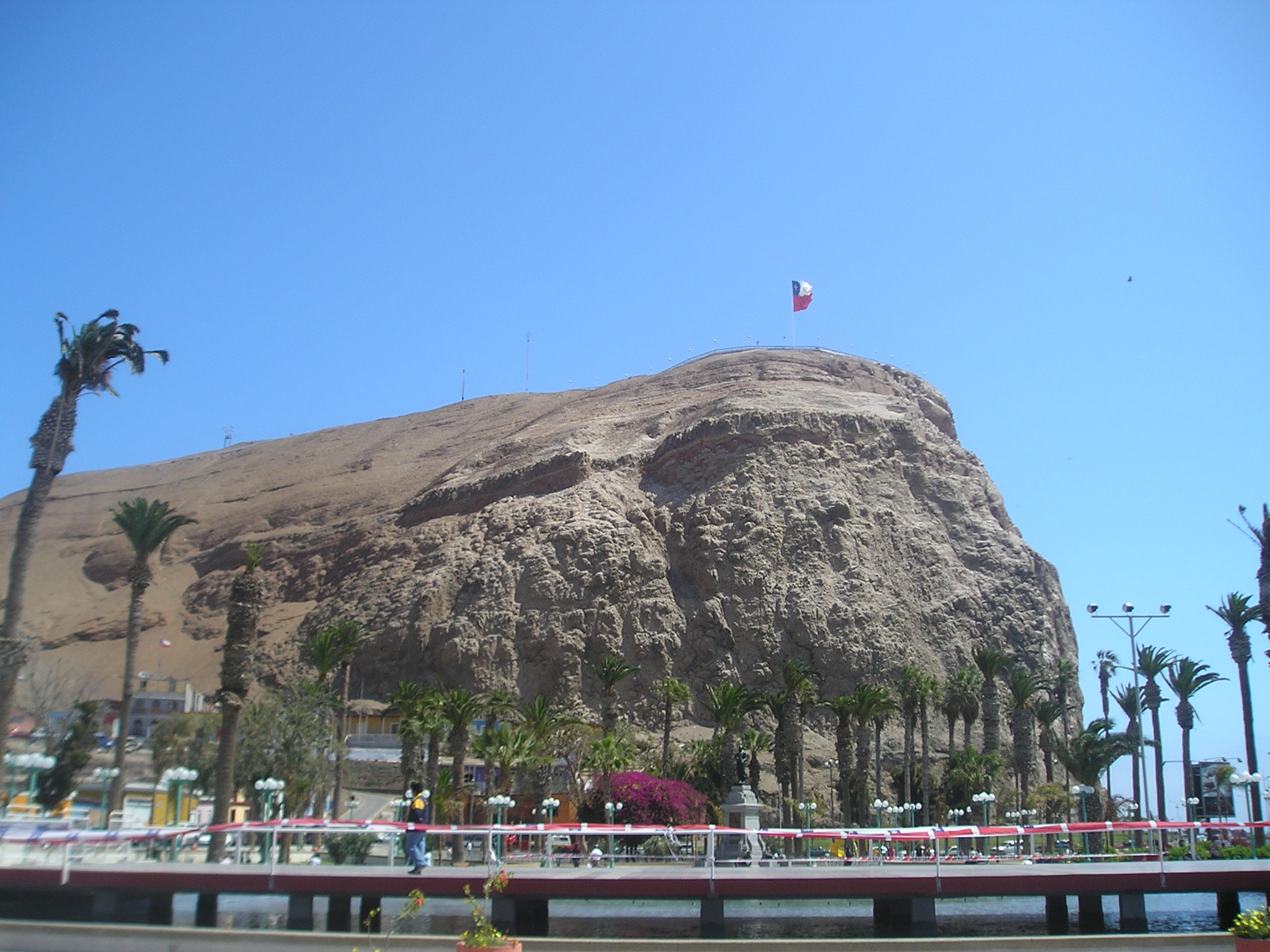
Morro de Arica.

La población negra o afrodescendiente en Arica fue considerable durante la época colonial. La ciudad fue fundada en 1570 y perteneció al Virreinato del Perú, luego a la República del Perú por un breve período desde su independencia en 1824 hasta que fue anexada por Chile en 1880 tras la Guerra del Pacífico. La ciudad recibió esta gran cantidad de esclavos debido a las óptimas condiciones para el cultivo de algodón y caña de azúcar en el valle de Azapa. La mayoría de los esclavos que llegaban provenían de las Antillas o de países africanos como el Congo y Angola. Además, tras el descubrimiento de las minas de plata en Potosí, Arica se convirtió en un puerto de desembarco hacia la rica ciudad del Alto Perú.
Durante esa época, los españoles no residían mayormente en Arica, ya que el Anopheles, género de mosquitos presente en el Valle de Azapa, transmitía la mortal enfermedad de la malaria. Cabe destacar que los negros africanos o sus descendientes asentados en Arica eran inmunes a las enfermedades tropicales.[cita requerida]
En 1793 se publicó el libro Guía del Perú en el cual se informaba respecto a la composición étnica de los habitantes del «Partido de Arica».

Hay 7 doctrinas (parroquias) y una ciudad con 26 pueblos anexos en que viven 18 766 habitantes, los que se distribuyen en la siguiente forma: 44 clérigos, 21 religiosos, 1558 españoles (blancos), 12 870 indios, 1977 mestizos, 985 pardos libres y 1295 esclavos.

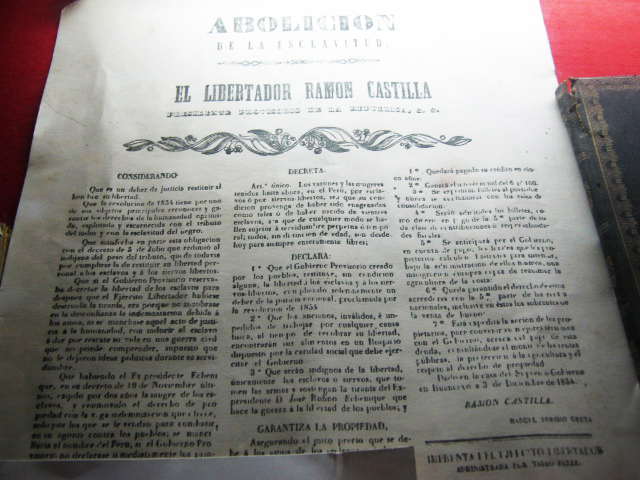
Página del libro Abolición de la Esclavitud en el Perú, donde se relata la hazaña del presidente peruano Ramón Castilla.

La población de origen africano constituyó la base de las milicias ariqueñas durante La Colonia y la República Peruana. Es así que existió el batallón Pardos de Arica, integrante del ejército real del Perú, y años más tarde el batallón Arica N.º 27, bajo el mando del coronel Julio Mac-Lean, hermano del último alcalde peruano de Tacna antes de la ocupación chilena, muerto junto a su unidad durante la batalla del Alto de la Alianza. Uno de los héroes afroariqueños durante la guerra habría sido el cabo Alfredo Maldonado Arias, de 16 años de edad, quien durante la toma de Arica se inmoló prendiendo fuego al polvorín del fuerte Ciudadela al ver que las tropas chilenas izaban su pabellón en el mismo.
En 1957 el escritor chileno Luis Urzúa en su obra Arica, Puerta Nueva señalaba que los negros y sacerdotes habían desaparecido de Arica, aunque reconocía que aún subsistían en el Valle de Azapa algunos descendientes de africanos «algo desteñidos».
Actualmente, existen en Arica algunas agrupaciones culturales constituidas por descendientes de los antiguos afroariqueños.

### Abolición de la esclavitud
Si bien en 1780 se planteó la abolición de la esclavitud en la fallida conspiración de los tres Antonios, fue el primer Congreso Nacional, convocado ocho meses después de la creación de la Junta de Gobierno, en tiempos de la Patria Vieja, el que, gracias a la iniciativa del congresista Manuel de Salas, estableció el 15 de octubre de 1811 la «libertad de vientres», que consistió en declarar libres a los hijos de esclavos que nacieran a partir de ese instante en el país. Asimismo, se declararon sus vientres «igualmente libres» de forma de evitar acciones fraudulentas, como la venta de las madres en el extranjero. Además, el bando agregó que todos los esclavos que permanecieran más de seis meses en el territorio o que estuviesen de paso quedaban libres.

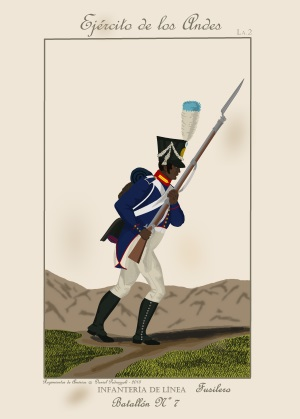
Fusilero del Batallón 7 de Infantería.

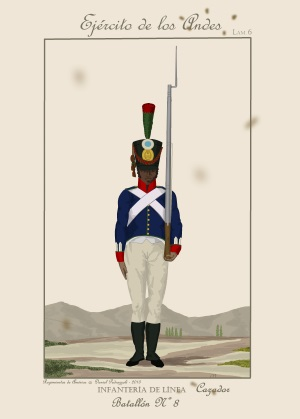
Cazador del Batallón 8 de Infantería.

En 1818, y a consecuencia de la participación de batallones de esclavos negros entre las victoriosas fuerzas patriotas del Ejército Libertador de los generales José de San Martín y Bernardo O'Higgins, se les prometió la libertad total.
En 1823, José Miguel Infante presentó en el Congreso un proyecto de ley que propuso la abolición total de la esclavitud. En ese momento, Chile contaba con un poco más de un centenar de esclavos. La nueva ley, aprobada el 24 de julio de ese mismo año, señalaba que eran libres todos aquellos nacidos desde 1811 en adelante, y sus descendientes; y todos aquellos que pisaran el territorio de la República.
Finalmente, bajo la presidencia interina de Ramón Freire, se abolió la esclavitud de manera definitiva en diciembre de 1823 por medio de la Constitución de ese año, que recogía las ideas de Infante en su artículo 8.º: «En Chile no hay esclavos: el que pise su territorio por un día natural será libre. El que tenga este comercio no puede habitar aquí más de un mes, ni naturalizarse jamás», convirtiéndose en el primer país de Hispanoamérica en hacerlo oficialmente.
La actual Constitución de 1980, en su artículo 19, también rinde tributo a Infante en su redacción:
- «Artículo 19. La Constitución asegura a todas las personas:
  - […] 2.º.- […] En Chile no hay esclavos y el que pise su territorio queda libre».[15]

## Afrochilenos en la actualidad

Propuesta de bandera para el pueblo tribal afrodescendiente chileno.

Hacia la primera década del XXI, el mayor número de afrochilenos se concentraba en el extremo norte del país, especialmente en la Región de Arica y Parinacota, particularmente en el Valle de Azapa y las zonas cercanas.

### Cifras de población

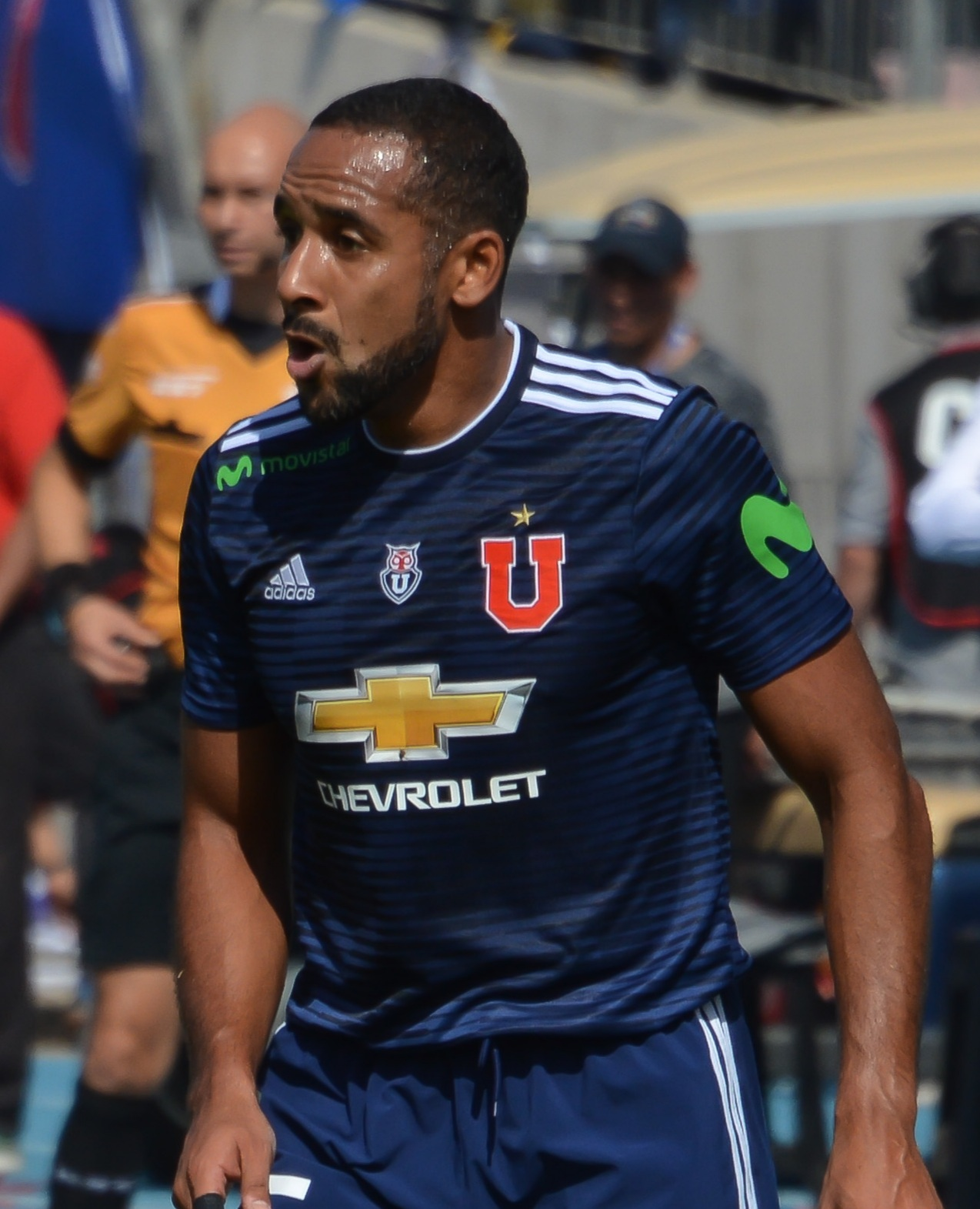
Jean Beausejour, exfutbolista de ascendencia afrohaitiana y mapuche.

Algunos estudios han intentado cifrar la cantidad de personas afrochilenas habitando actualmente el país. En 2013, el INE realizó la Primera Encuesta de Caracterización de la Población Afrodescendiente de la Región de Arica y Parinacota. En dicho estudio, se estimó que la población en dicha región sería de 8415 personas, equivalente al 4,7 % de la población de este territorio.
En la práctica, no existe un mecanismo oficial del gobierno que permita medir el número exacto de afrodescendientes en Chile. Las comunidades de este pueblo realizaron gestiones para que el grupo étnico «afrodescendiente» fuera contemplado en el censo chileno de 2012. No obstante, la administración de Sebastián Piñera negó la inclusión de una pregunta en esa línea. Para el censo chileno de 2017, el INE nuevamente rechazó la solicitud argumentando que las preguntas ya estaban construidas y que el pueblo tribal afrodescendiente no estaba reconocido legalmente. Sin embargo, este censo fue el primero que incluía la posibilidad de seleccionar la opción «Otro» al momento de identificar la pertenencia a un pueblo indígena, especificando a continuación a qué pueblo pertenecía. Ante esta posibilidad, las comunidades afrodescendientes realizaron una campaña para que sus miembros ingresaran el término «Afrodescendiente» en dicho campo, permitiendo así su contabilización.
En el censo 2017, 9919 personas se identificaron como afrodescendientes, equivalentes al 0,06 % de la población nacional. Un 46,8 % de estos fueron censados en la Región de Arica y Parinacota (donde conforman el 2,1 % de la región), mientras un 31,3 % lo hizo en la Región Metropolitana. Sin embargo, un número importante de las personas identificadas como afrodescendientes corresponden a migrantes; un 62% de las personas declaradas como afrodescendientes indicó que nació en Chile, mientras un 38 % lo hizo en otro país (principalmente, Colombia y Haití). Considerando sólo aquellos nacidos en Chile, el tamaño de la comunidad afrodescendiente chilena sería de aproximadamente 6185 personas, de las cuales 4401 vivirían en Arica y Parinacota (1,99 % de la población regional).
Este es el listado de las regiones y comunas con más cantidad de personas afrodescendientes:
| Regiones: 1. Región Metropolitana (especialmente Santiago) 2. Valparaíso (especialmente en la ciudad de Valparaíso y Viña del Mar) 3. Antofagasta 4. Biobío (especialmente en la ciudad de Concepción) 5. Tarapacá (especialmente en la ciudad de Iquique) 6. Coquimbo (especialmente en la ciudad de La Serena) 7. Arica y Parinacota (especialmente en la ciudad de Arica) | Comunas: 1. Santiago 2. Valparaíso 3. Arica 4. Antofagasta 5. Iquique |

### Discriminación y desadaptación
La discriminación, desadaptación y exclusión social ha sido otro punto importante durante el último tiempo para las personas afrodescendientes en Chile.
En las zonas Sur y Austral del país, hasta los años 2010 la presencia de personas de raza negra era casi inexistente y en su mayoría eran inmigrantes extranjeros o turistas de paso. Esto, sumado a la ausencia de nexos históricos en la zona, provocó un sentimiento de desconfianza, rechazo y la aparición de prejuicios en torno a la comunidad negra en la medida que fue aumentando la llegada de inmigrantes. Por otra parte, en el norte de Chile fue conocido por la opinión pública en diciembre de 2010, el caso de José Corvacho, funcionario afrodescendiente del Fondo de Solidaridad e Inversión Social (FOSIS) de la Región de Arica y Parinacota, quien fue despedido según sus declaraciones debido a su color de piel. Este hecho provocó la renuncia del Director Regional del FOSIS y las investigaciones correspondientes del caso, reabriendo el debate sobre la inclusión étnica en el país.
El 8 de abril de 2019 el estado de Chile dio reconocimiento legal al pueblo afrochileno a través de la promulgación de la ley 21.151.